# Ružín
Ružín je přehradní nádrž na Hornádu pod obcí Margecany v Košickém kraji na Slovensku. Rozloha je 3,9 km². Dosahuje maximální hloubky 54 m. Objem vody činí 45,3 mil m³.

## Využití
Přehrada tvoří zdroj užitkové vody pro průmysl a tepelnou energetiku. Využívá se také vodní energie a slouží jako ochrana před povodněmi a k rekreaci.

## Zajímavost
V srpnu 1980 u nádrže zavraždil český sériový vrah Ladislav Hojer jednu ze svých obětí, po vraždě si Hojer v nádrži zaplaval. Tělo oběti bylo nalezeno až o rok později a dosud nebylo identifikováno.

## Galerie

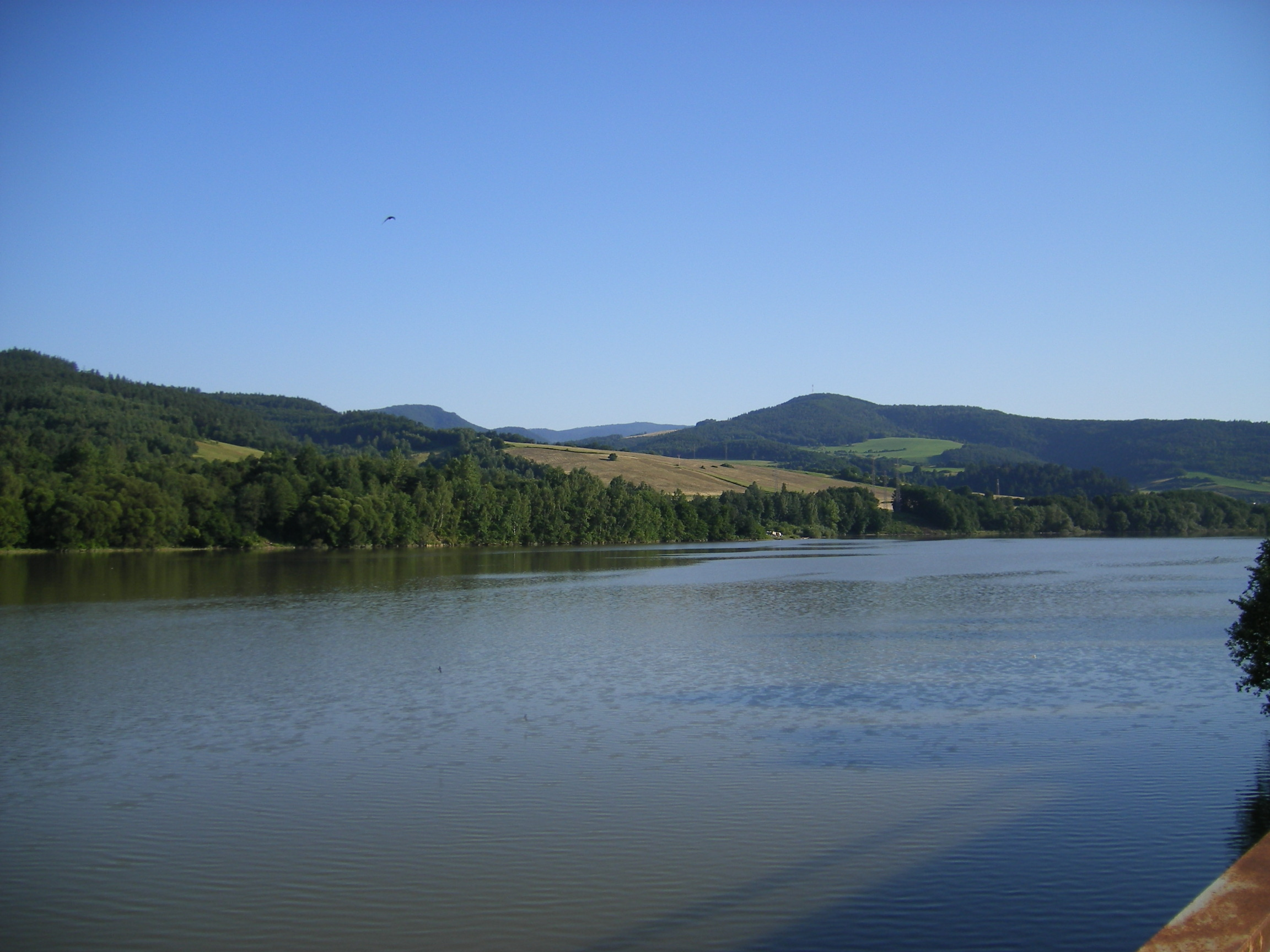
vodní plocha přehrady
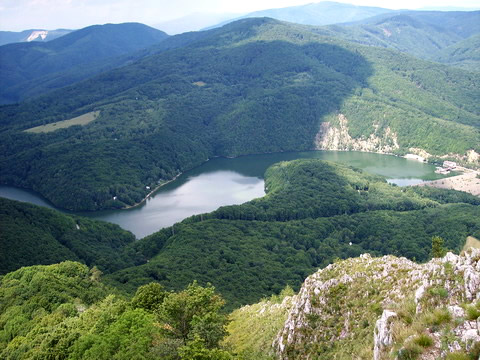
Letecký pohled